# Сен-Бонне
Сен-Бонне́ (фр. Saint-Bonnet) — коммуна во Франции, находится в регионе Пуату — Шаранта. Департамент — Шаранта. Входит в состав кантона Барбезьё-Сент-Илер. Округ коммуны — Коньяк.
Код INSEE коммуны — 16303.
Коммуна расположена приблизительно в 420 км к юго-западу от Парижа, в 130 км южнее Пуатье, в 28 км к юго-западу от Ангулема.

## Население
| Год  | Численность | Численность |
| ---- | ----------- | ----------- |
| 1968 | 470         | [ 7 ]       |
| 1975 | 415         | [ 7 ]       |
| 1982 | 369         | [ 7 ]       |
| 1990 | 374         | [ 7 ]       |
| 1999 | 337         | [ 7 ]       |
| 2006 | 373         | [ 7 ]       |
| 2011 | 372         | [ 7 ]       |
| 2013 | 374         |             |
| 2015 | 398         | [ 8 ]       |
| 2016 | 409         | [ 9 ]       |
| 2017 | 407         | [ 10 ]      |
| 2018 | 407         | [ 11 ]      |
| 2019 | 406         | [ 12 ]      |
| 2020 | 406         | [ 13 ]      |
| 2021 | 410         | [ 14 ]      |
| 2022 | 407         | [ 4 ]       |

## Администрация
| Период | Период | Фамилия      | Партия      | Примечания |
| ------ | ------ | ------------ | ----------- | ---------- |
| 1995   | 2008   | Морис Фужере |             |            |
| 2008   |        | Изабель Бюро | Новый центр | фермер     |

## Экономика
В 2007 году среди 249 человек в трудоспособном возрасте (15—64 лет) 196 были экономически активными, 53 — неактивными (показатель активности — 78,7 %, в 1999 году было 76,3 %). Из 196 активных работали 184 человека (94 мужчины и 90 женщин), безработных было 12 (4 мужчины и 8 женщин). Среди 53 неактивных 23 человека были учениками или студентами, 20 — пенсионерами, 10 были неактивными по другим причинам.

## Достопримечательности
- Приходская церковь Сен-Бонне (XII век). Памятник истории с 1948 года[16]

## Фотогалерея

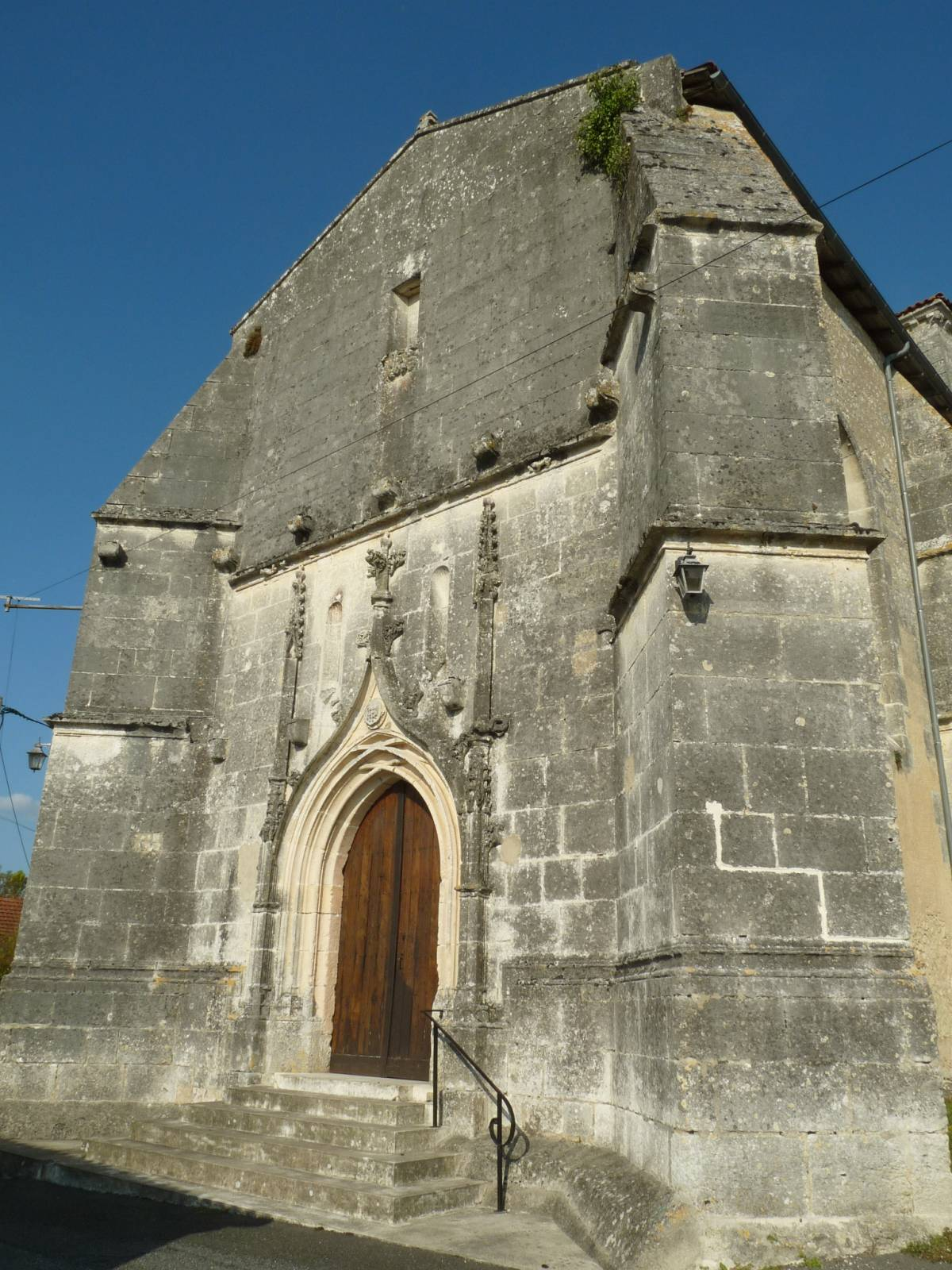
Церковь Сен-Бонне
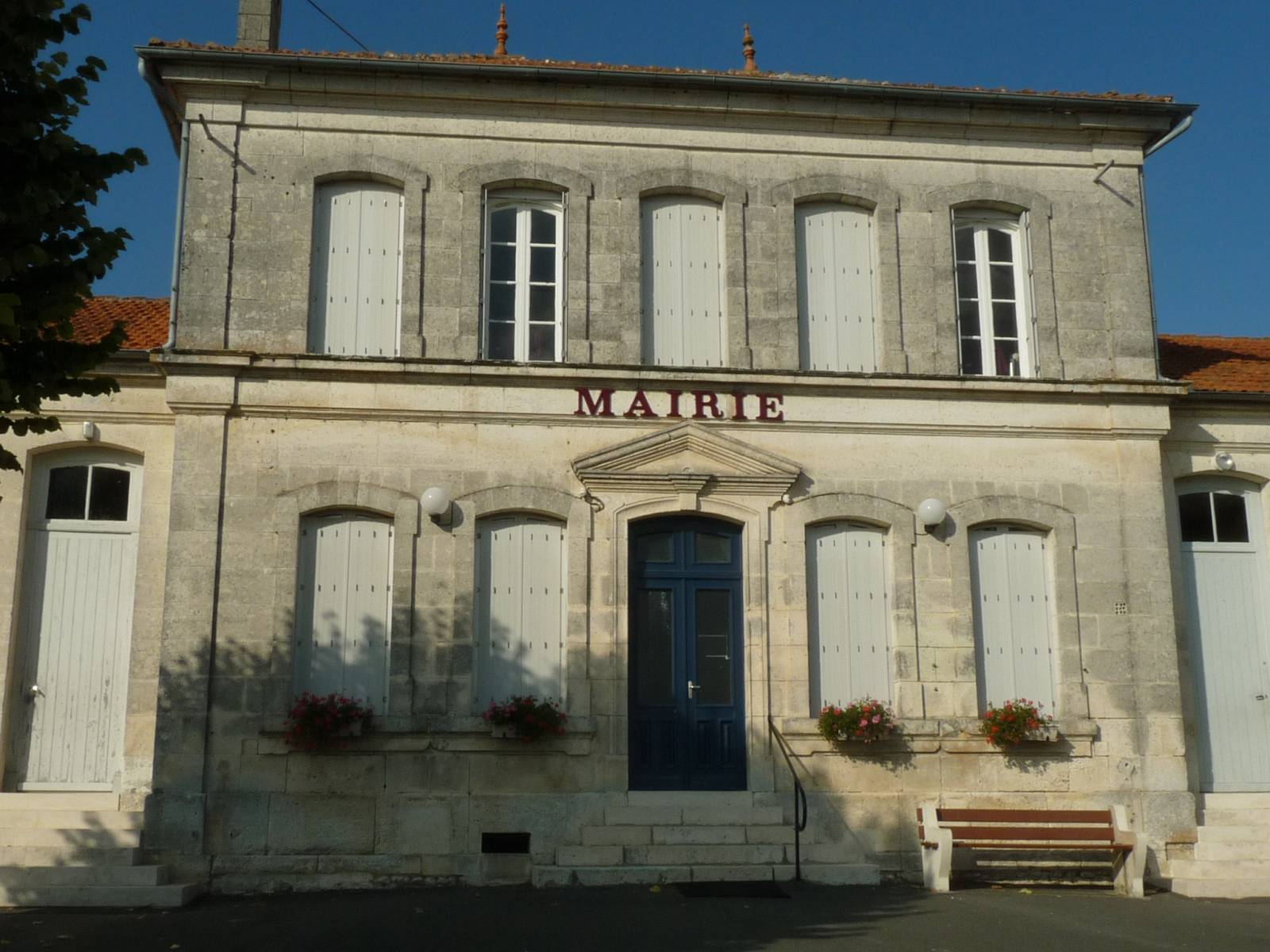
Мэрия
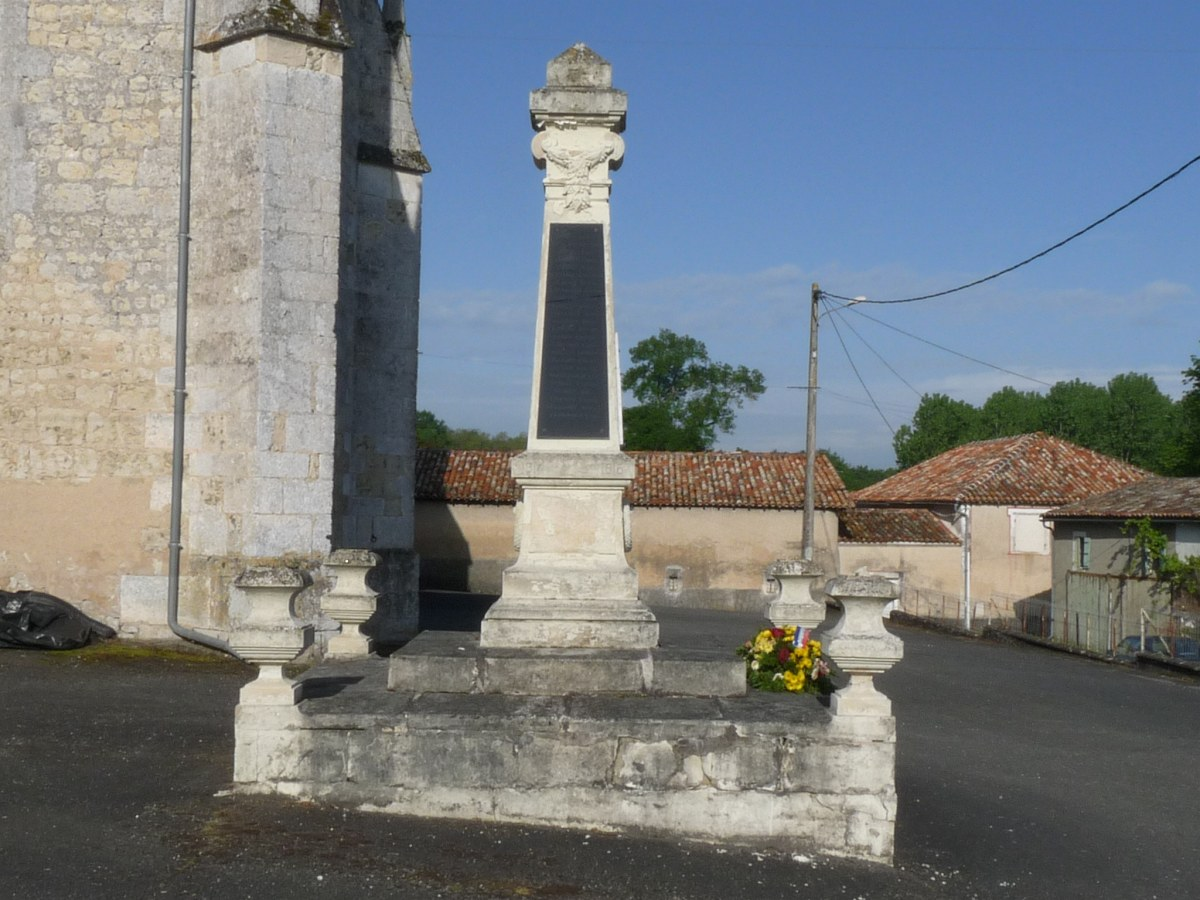
Военный мемориал